# Verein für Geschichte und Alterthum Schlesiens
Der Verein für Geschichte und Alterthum Schlesiens, seit 1971 Verein für Geschichte Schlesiens ist ein historischer Verein. Er wurde 1846 in Breslau gegründet und im Jahr 1971 neugegründet. Colmar Grünhagen war für lange Jahre Präses des Vereins. Viele Monographien wurden „Im Namen des Vereins für Geschichte und Alterthum Schlesiens“ herausgegeben. Sein Organ ist die Zeitschrift des Vereins für Geschichte und Alterthum Schlesiens.

## Publikationen
- Zeitschrift des Vereins für Geschichte und Alterthum Schlesiens (Digitalisate)